# Andrea Chiurato
Andrea Chiurato (Montebelluna, 7 de febrer de 1965) és un ciclista italià, ja retirat, que fou professional entre 1989 i 1998. Bon contrarellotgista, bona part de les seves victòries foren en aquesta especialitat. Destaca la general al Gran Premi de Lugano de 1994 i al Gran Premi de Valònia de 1995.

## Palmarès
- 1983
  - 1r al Gran Premi Inda
- 1988
  - 1r a la Pistoia-Liorna
  - 1r al Gran Premi Montanino
  - 1r al Trofeu Matteotti amateur
- 1989
  - Vencedor d'una etapa del Sun Tour
- 1990
  - Vencedor d'una etapa del Giro de Calàbria
- 1993
  - Vencedor d'una etapa de la Ruta Mèxic
  - Vencedor d'una etapa del Mazda Alpine Tour
- 1994
  - 1r al Gran Premi de Lugano
  - Vencedor de 2 etapes del Sun Tour
- 1995
  - 1r al Gran Premi de Valònia
  - 1r al Gran Premi Telekom (amb Tony Rominger)
  - Vencedor de 2 etapes de la Volta a Astúries

### Resultats al Tour de França
- 1992. 112è de la classificació general

### Resultats al Giro d'Itàlia
- 1990. 32è de la classificació general
- 1991. Abandona (17a etapa)
- 1993. Abandona (1a etapa)
- 1994. 45è de la classificació general
- 1995. Fora de control (1a etapa)

### Resultats a la Volta a Espanya
- 1992. Abandona (14a etapa)